# Odesia pallidiventris
Odesia pallidiventris är en stekelart som först beskrevs av Cameron 1911.  Odesia pallidiventris ingår i släktet Odesia och familjen bracksteklar. Inga underarter finns listade i Catalogue of Life.